# Sprężarka przepływowa

Przekrój sprężarki osiowej

Sprężarka przepływowa – sprężarka, w której przyrost ciśnienia gazu następuje wskutek oddziaływania odpowiednio ukształtowanych ruchomych elementów wirnika i nieruchomych kierownicy.
Sprężarki przepływowe za względu na kształt wirnika i kierunek przepływu gazu dzielą się na:
- sprężarki osiowe
- sprężarki osiowo-promieniowe
- sprężarki promieniowe.

Ze względu na liczbę stopni:
- jednostopniowe
- wielostopniowe

Ze względu na prędkość przepływu gazu przez wewnętrzne elementy sprężarki:
- poddźwiękowe, w których gaz uzyskuje prędkość niższą niż prędkość dźwięku
- naddźwiękowe, w których gaz uzyskuje prędkość wyższą niż prędkość dźwięku.

W sprężarkach przepływowych przyrost ciśnienia gazu następuje na drodze zamiany energii kinetycznej (prędkości) na energię potencjalną (ciśnienie).
Zobacz też: turbina spalinowa (gazowa), turbosprężarka.